# Edwin Skinner (lekkoatleta)
Edwin Joseph Skinner (ur. 15 października 1940 w St. James, dzielnicy Port-of-Spain) – trynidadzko-tobagijski lekkoatleta (sprinter), medalista olimpijski z 1964.
Specjalizował się w biegu na 400 metrów. Zdobył brązowy medal w sztafecie 4 × 400 metrów na igrzyskach olimpijskich w 1964 w Tokio (sztafeta Trynidadu i Tobago biegła w składzie:  Skinner, Kent Bernard, Edwin Roberts i Wendell Mottley). Na tych samych igrzyskach Skinner zajął 8. miejsce w finale biegu na 400 metrów.
Zdobył srebrny medal w sztafecie 4 × 400 metrów (razem z nim biegli: Ben Cayenne, Roberts i Lennox Yearwood) na igrzyskach Ameryki Środkowej i Karaibów w 1966 w San Juan, a w biegu na 400 metrów zajął 4. miejsce.
Dotarł do półfinału biegu na 440 jardów na Igrzyskach Imperium Brytyjskiego i Wspólnoty Brytyjskiej w 1966 w Kingston, ale w nim nie wystąpił.